# Mariä Himmelfahrt und St. Bartholomäus (Steinfeld)

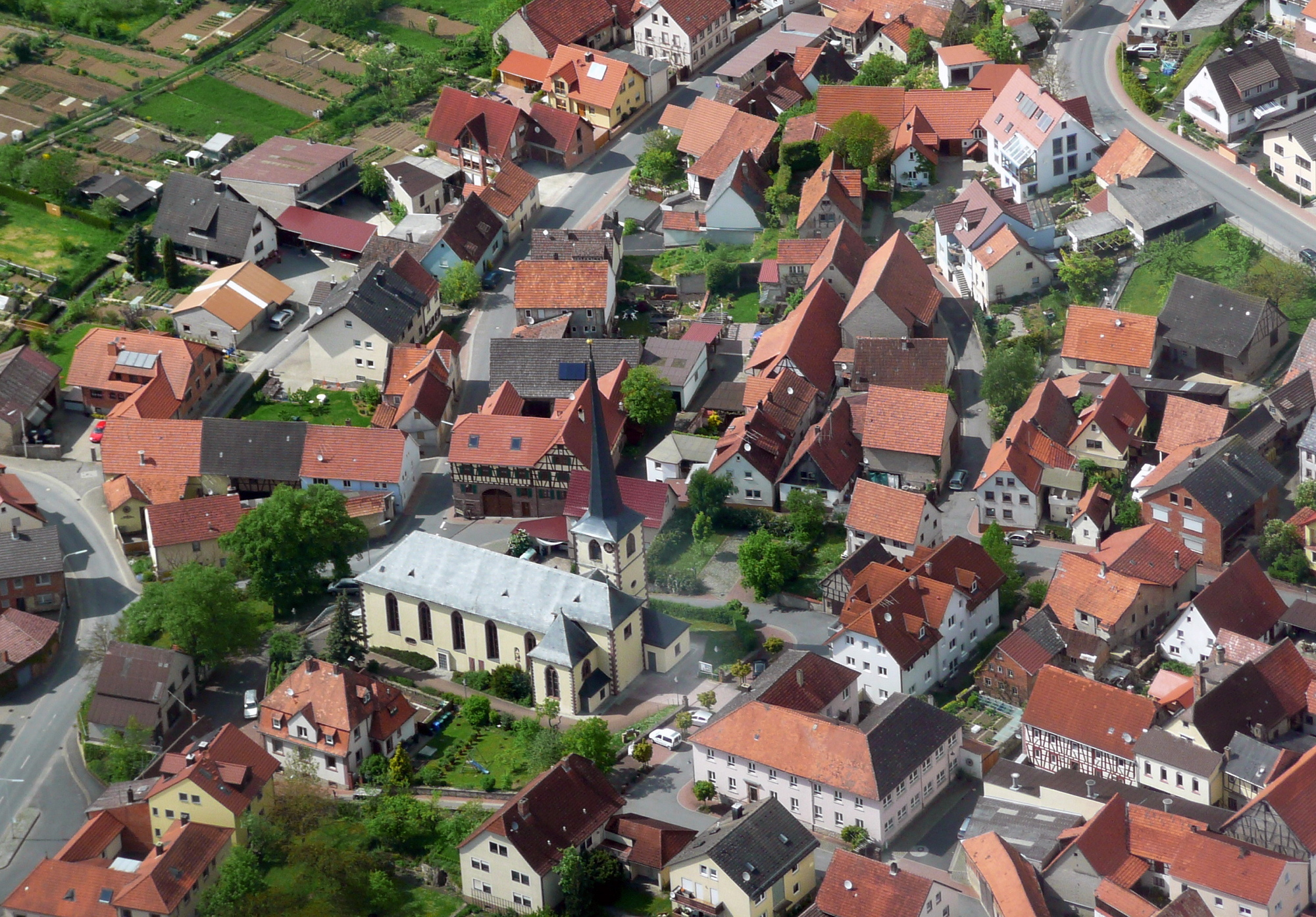
Mariä Himmelfahrt (Steinfeld)

Die römisch-katholische Pfarrkirche Mariä Himmelfahrt steht in Steinfeld, einer Gemeinde im unterfränkischen Landkreis Main-Spessart in Bayern. Das denkmalgeschützte Bauwerk entstand Anfang des 17. Jahrhunderts. Die Pfarrei gehört zur Pfarreiengemeinschaft St. Sebastian auf der Fränkischen Platte (Steinfeld) im Dekanat Lohr des Bistums Würzburg.

## Beschreibung
Die Saalkirche wurde um 1610 erbaut und 1842 erweitert. Sie besteht aus einem Langhaus, einem eingezogenen, rechteckigen Chor, einem Chorflankenturm an dessen Nordwand und der Sakristei an dessen Südwand. 
Zur Kirchenausstattung gehören ein Sakramentshaus vom Anfang des 17. Jahrhunderts und zwei Holzarbeiten, mit der Darstellung der Taufe Jesu und der Auferstehung Jesu Christi. Auf Gemälden sind die Himmelfahrt Marias und Johannes Nepomuk dargestellt.